# Jim Tomlinson
Jim Tomlinson (Sutton Coldfield, 9 de septiembre de 1966) es un saxofonista tenor, clarinetista, productor, arreglista y compositor de origen británico.

## Inicios
Nació en el año de 1966, en Sutton Coldfield, Warwickshire, Inglaterra. Fue criado en Northumberland y asistió a la Universidad de Oxford donde estudió filosofía, política y economía. Durante sus estudios, tocaba el clarinete y el saxofón, sobre todo el tenor, desarrollando interés por el jazz.
Al finalizar sus estudios ingresó a la Guildhall School of Music & Drama de Londres y comenzó a establecerse en la escena del jazz, trabajando con músicos notables, entre ellos Matt Wates, David Newton y Michael Garrick.
En el año de 1990, se desempeñaba como líder de su propio cuarteto, realizando una extensa gira por el Reino Unido en la que contaba con el acompañamiento musical de la cantante Stacey Kent, con quien se casó el 9 de agosto de 1991. Kent realizó colaboraciones en los álbumes de Tomlinson, para Candid Records.
En el año 1997, Tomlinson, participó en las sesiones de grabación de  álbum "For Love of Duke and Ronnie" de Michael Garrick.
Las críticos musicales reconocen que Jim Tomlinson ha desarrollado un estilo de interpretación con enorme sentimiento en las baladas, mientras que toca con intensidad y precisión las piezas de ritmo rápido. 
Tomlinson es un músico que ha sabido mostrar ante los reflectores el sello clásico del saxofón tenor incursionando en las corrientes del nuevo milenio. 
Tal vez más conocido por su trabajo como una convincente contra-voz para la cantante Stacey Kent. 
En la actualidad, gracias a su destreza con el saxofón y junto a su esposa, se han ganado por derecho propio el ser reconocidos como unas voces altamente distintivas dentro del ambiente musical.
En los últimos años, el escritor Kazuo Ishiguro escribe fantasiosas y surrealistas letras de canciones para la música de Tomlinson.

## Discografía
- 2000: Only Trust Your Heart, Candid label
- 2003: Brazilian Sketches, Candid label
- 2006: The Lyric, O-Plus label